# 가운뎃점
가운뎃점(문화어: 가운데점)은 문장 부호 중 하나로, 단어를 구분하기 위해 사이에 넣는 작은 점이다.

## 용례

### 한국어
한국어에서 가운뎃점은 열거된 여러 단위가 대등하거나 밀접한 관계임을 나타낸다.
- 쉼표로 열거된 어구가 다시 여러 단위로 나뉠 때에 쓴다. 아래는 이에 대한 예시이다.

1. 철수·영이, 영수·순이가 서로 짝이 되어 윷놀이를 하였다.
2. 공주·논산, 천안·아산 등 각 지역구에서 2명씩 국회 의원을 뽑는다.
3. 시장에 가서 사과·배·복숭아, 고추·마늘·파, 조기·명태·고등어를 샀다.

- 특정한 의미를 가지는 날을 나타내는 숫자에 쓴다. 아래는 이에 대한 예시이다.

1. 3·1 운동, 8·15 광복

- 같은 계열의 단어 사이에 쓴다. 아래는 이에 대한 예시이다.

1. 경북 방언의 조사·연구
2. 충북·충남 두 도를 합하여 충청도라고 한다.
3. 동사·형용사를 합하여 용언이라고 한다.

### 일본어
일본어에서는 복합어를 구분하려고 가운뎃점을 쓴다. 그리고 이름은 나카구로(일본어: 中黒)며, 유니코드는 U+30FB(・)다.
- 여러 단어를 대등하게 나열할 때 쓰인다.
  - 食品・雑貨売り場 - 식품·잡화 판매장
  - 東海道・山陽新幹線 - 도카이도·산요 신칸센
- 외래어를 가타카나로 표기할 때, 단어 사이를 구분하기 위해 쓰인다. 사람 이름이 아니면, 생략하기도 한다.
  - パーソナル・コンピュータ / パーソナルコンピュータ - 퍼스널 컴퓨터(personal computer)
  - トーマス・エジソン - 토머스 에디슨(Thomas Edison)
- 사람 이름과 직함을 구분하려고 쓰인다.
  - 部長補佐・鈴木 - 부장 보좌 스즈키
- 숫자를 세로쓰기를 하거나 한자로 적을 때, 소수점을 나타내는데 쓰인다.
  - 三・一四 - 3.14

## 비슷한 기호
| 기호 | Character Entity | Numeric Entity | 유니코드 문자값 | 주석                             |
| ---- | ---------------- | -------------- | --------------- | -------------------------------- |
| ·    | &middot;         | &#183;         | U+00B7          | 가운뎃점                         |
| ·    |                  | &#903;         | U+0387          | 그리스어의 윗점(ánō stigmē)      |
| ㆍ   |                  | &#12685;       | U+318D          | 옛 한글의 모음 아래아            |
| ᆞ     |                  | &#4510;        | U+119E          | 옛 한글의 중성 아래아            |
| ᛫    |                  | &#5867;        | U+16eb          | 룬 문자의 문장 부호              |
| ⋅    | &sdot;           | &#8901;        | U+22C5          | dot 연산자 (수학)                |
| ∙    |                  | &#8729;        | U+2219          | bullet 연산자 (수학)             |
| •    | &bull;           | &#8226;        | U+2022          | bullet. 목록의 항목 앞에 찍는 점 |
| ‧    |                  | &#8231;        | U+2027          | 사전에서 쓰이는 하이픈           |
| ・   |                  | &#12539;       | U+30FB          | 일본어 나카구로 전각 기호        |
| ･    |                  | &#65381;       | U+FF65          | 일본어 나카구로 반각 기호        |
| ּ     |                  | &#1468;        | U+05BC          | 히브리 문자의 dagesh나 mapiq     |

## 같이 보기
- 문장 부호
- 네이버